# Provincia de Daikondi
Daikondi (también se escribe Daikundi) es una de las 34 provincias de Afganistán. Fue creada el 28 de marzo de 2004. Con anterioridad, la región era un distrito aislado de la provincia de Urūzgān.
Se encuentra a unos 310 kilómetros de Kabul y a 160 kilómetros de Tarin Kowt.
La capital de Daikondi es Nili. La mayor parte de la población de Daikundi pertenece a la etnia de los hazaras. 7 de los 8 distritos de Daikundi son áreas pobladas por los Hazara. Gezab es el único distrito de mayoría étnica pastún. En el pasado, ha habido disputas entre diferentes grupos de hazaras, que condujeron a la muerte de aproximadamente 70.000 personas. 
La provincia de Daikondi es famosa por la calidad de sus almendras, que se distribuyen por todo Afganistán.

## Distritos
- Gizab
- Ishtarlay
- Kajran
- Khadir
- Kiti
- Miramor
- Nili
- Sangi Takht
- Shahristan

- Datos: Q181220
- Multimedia: Daykundi Province / Q181220